# Costin Cernescu
Costin Cernescu (n. 16 iulie 1940, București, România) este un medic român, membru titular al Academiei Române.